# 池田政因
池田 政因（いけだ まさよし）は、江戸時代前期から中期にかけての旗本。官位は従五位下・伊豆守。

## 略歴
延宝5年（1677年）池田政済の子として誕生。母は小出有棟の娘。
元禄10年（1697年）12月10日、遺領を継ぐ。元禄13年（1700年）1月11日、小姓となり、元禄15年（1702年）12月3日、従五位下伊豆守に叙任した。
宝永2年（1705年）4月28日に29歳で死去し、跡を末期養子の政職（池田政武の四男）が継いだ。